# Pareuchaetes aurata
Pareuchaetes aurata là một loài bướm đêm thuộc phân họ Arctiinae, họ Erebidae.